# 군위 인각사 미륵당 석불좌상
군위 인각사 미륵당 석불좌상(軍威 麟角寺 彌勒堂 石佛坐像)은 대한민국 대구광역시 군위군에 있는 석불이다. 2002년 8월 19일 경상북도의 문화재자료 제426호로 지정되었다.

## 개요
경상북도 군위군 고로면 화북리 화산(해발 828m)의 서북쪽 골짜기에 자리하고 있는 인각사 미륵당에 모셔져 있는 석불좌상이다. 인각사는 신라 선덕여왕 11년(642)에 의상조사가 창건한 사찰로, 절 입구에 있는 깎아지른 듯한 바위에 기린이 뿔을 얹었다고 하여 절 이름을 인각사라 하였다고 전한다. 또한 고려시대 충렬왕 때 보각국사로 책봉된 『삼국유사』의 저자 일연이 입적한 곳으로 유명한 사찰이다. 군위인각사지(사적 제374호)에는 인각사보각국사탑및비(보물 제428호), 군위인각사석불좌상(경상북도 유형문화재 제339호) 등의 유물이 남아 있다.
이 불상은 눈을 반쯤 뜨고 명상에 잠긴 듯하며, 풍만한 얼굴엔 자비로움이 가득하다. 코는 파손되어 원래 상태를 파악할 수는 없으나 균형있게 처리되어 있다. 입술은 작고 도톰하게 새겨 풍만한 얼굴을 더욱 부각시키는 효과를 주고 있고, 목은 파손되어 시멘트로 보수하였는데 3개의 주름인 삼도(三道)가 표현되어 있다.
옷은 양어깨가 마멸되어 있긴 하지만, 세심하게 새긴 옷주름으로 보아 오른쪽 어깨를 드러낸 채 왼쪽 어깨에서 겨드랑이로 걸친 우견편단으로 옷을 입었음을 알 수 있다. 두 팔과 무릎이 깨어져 없어졌는데, 무릎은 불신에 비해 높은 편이나 안정된 비례감은 잃지 않았다. 손 모양은 왼손의 팔꿈치를 굽혀 무릎 쪽으로 내려오고 있음을 어렴풋이 확인할 수 있고, 오른손은 전체적인 조형상 촉지인(觸地印)을 취했던 것으로 추정된다.
이 불상은 부피감 있는 얼굴, 평행계단식 옷주름선, 양감있는 가슴 표현 등의 조각수법으로 볼 때 통일신라시대 불상양식의 특징을 잘 보여주고 있는 작품이다. 또한 이 불상은 인각사의 창건 연대를 밝히는데 매우 중요한 불상이다.

## 같이 보기
- 군위 인각사지 - 사적 제374호

## 참고 자료
- 군위인각사미륵당석불좌상 - 국가유산청 국가유산포털